# 鹦鹉山
鹦鹉山位于中国广西壮族自治区桂林市中山北路与翊武路交会处南边，东隔中山北路与铁封山相邻，南隔木龙湖与宝积山相望，北有观音阁山，西有教子山。鹦鹉山海拔269.3米，相对高度119.3米，东西长250米，南北宽130米，山体占地面积2.03万平方千米。山体略向西倾斜，山势险要，原仅可循南坡攀援至山腰，难以至顶。近年北麓开发为绿地，建有石阶至半山。

## 历史
鹦鹉山在宋代称作寿星山、鹁鸠山，明代称作宝华山，与铁封山一同成为桂林城北的天然屏障。过去有城墙连接两山，其间设有城门，有“铁索云封”之称。今城门不存，建有中山北路，但山体东西两麓仍余宋代城墙残垣。南宋时山南有屯兵，并有三面亭。南面山腰有摩崖石刻6件，其中静江府城池图为中国现存最大的石刻地图。